# Обідус (мікрорегіон)
Обідус (порт. Microrregião de Óbidos) — мікрорегіон в Бразилії, входить в штат Пара. Складова частина мезорегіону Байшу-Амазонас. Населення становить 184 339 чоловік (на 2010 рік). Площа — 157 596,997 км². Густота населення — 1,17 чол./км².

## Склад мікрорегіону
До складу мікрорегіону включені наступні муніципалітети:
1. Фару
2. Журуті
3. Орішиміна
4. Терра-Санта
5. Обідус

| Бразилія | Це незавершена стаття з географії Бразилії. Ви можете допомогти проєкту, виправивши або дописавши її. |